# Поточилов, Артём Григорьевич
Поточилов Артем Григорьевич (20 октября 1908, Явкино — 24 декабря 1973) — советский комбайнёр, Герой Социалистического Труда (1949).

## Биография
Родился 20 октября 1908 в селе Явкино (ныне Баштанского района).
Работал комбайнёром в Явкинской МТС.
За высокие трудовые достижения в выращивании высоких урожаев зерновых культур в 1949 удостоен звания Героя Социалистического Труда. На своём комбайне ежегодно намолачивал по 8 тысяч центнеров зерна.
Избирался депутатом Верховного Совета УССР 4-го (1955) и 5-го (1959) созывов.
Первым в Николаевской области выступил инициатором социалистического соревнования среди комбайнёров за овладение несколькими профессиями. Работая комбайнёром, руководил работой тракторной бригады МТС. Его опыт широко пропагандировался на Всесоюзной сельскохозяйственной выставке в Москве.
Умер 24 декабря 1973 года.

## Награды
- медаль «Серп и Молот» (01.08.1949);
- Орден Ленина (01.08.1949).